# Хамелеон (фильм, 2001)
«Хамелео́н» (фр. Le Placard — «в шкафу», наиболее аутентично — «человек в футляре») — комедия (2001) Франсиса Вебера с его классическим персонажем Франсуа Пиньоном.

## Сюжет
Франсуа Пиньон, «маленький человек», работает обычным бухгалтером на заводе резиновых изделий. Жена от него ушла, а сын не желает с ним знаться. Даже на общей фотографии всех сотрудников завода Пиньон впервые за 20 лет не попадает в кадр. Узнав, что скоро должен попасть на работе под сокращение, он решает покончить с собой, прыгнув с балкона. Однако его сосед, бывший заводской психолог Жан-Пьер Белон, убеждает его остановиться, и предлагает идею, как сохранить своё место. Франсуа надо будет пустить слух о своей гомосексуальности, анонимно прислав начальнику, месье Копелю, смонтированную фотографию, изображающую его в гей-клубе с другом. Поскольку основной продукцией фабрики являются презервативы, благосклонное отношение гей-сообщества для неё очень важно, и Копель будет вынужден сохранить Пиньона на должности, чтобы не быть обвинённым в гомофобии. По словам Белона, когда-то он сам был уволен за то, за что Пиньона теперь оставят на работе.
После того как Белон отсылает снимки, Пиньон не меняет своего обычного скромного поведения и мягких манер, чтобы дать слухам ещё большее подкрепление, однако его начальство и коллеги начинают относиться к нему по-другому, видя в нём теперь не серость, а экзотику. Его жизнь неожиданно становится значительно лучше. Коллега Франсуа, Феликс Сантини, гомофоб и мачо, который постоянно его подначивал, получает предупреждение, что если он не прекратит свои нападки, его уволят за дискриминацию. После этого Сантини меняет своё отношение, и начинает предпринимать попытки завязать с Пиньоном дружеские отношения. Но не обходится и без происшествий - случайно застав Пиньона на входе в школу, где учится его сын, и думая что Пиньон, ко всему прочему, ещё и педофил, двое рабочих с завода по подстрекательству коллеги Пиньона Арианы подстерегают его на парковке в его доме и избивают, ломая ему ключицу.
Компания делает свою платформу для местного гей-парада, и Пиньона принуждают на ней прокатиться — ведь это будет способствовать улучшению имиджа фирмы. Его бывшая жена и сын видят это по телевизору. У сына поступок отца вызывает восхищение, ведь он всегда считал его скучным и серым, а тут оказывается, что на самом деле всё не так просто. Сын выражает желание проводить с Франсуа больше времени, а бывшая жена приглашает его на ужин и требует объяснений, но теперь у него уже достаточно уверенности в себе, чтобы высказать всё, что он о ней думает.
Между тем попытки Сантини подружиться перерастают в навязчивое влечение. Найдя чек от дорогого розового кашемирового свитера, купленного для Франсуа, жена Сантини подозревает его в измене, а когда он покупает Пиньону шоколадные конфеты, уходит от него насовсем. Сразу после ухода жены тот просит Пиньона переехать к нему жить, но Франсуа отказывается. Тогда Сантини не выдерживает и между ними начинается драка. В конце концов, Сантини увольняют и отправляют в больницу для лечения от эмоционального срыва.
Обман Пиньона раскрывается, когда месье Копель в компании гостей из Японии застаёт его занимающимся сексом на заводе с его начальницей мадемуазель Бертран, о которой тот раньше и мечтать не мог, и которая его теперь сама соблазнила. Однако к этому моменту Пиньон уже настолько уверен в себе, что сохраняет рабочее место, восстанавливает отношения с сыном, мирится с Сантини и возвращает его на работу, подбадривает Белона, и с этого момента живёт счастливо вместе с Бертран. Фильм заканчивается на такой же сцене, на которой и начинался - снова делается общее фото сотрудников завода и Пиньон снова не попадает в кадр. Но на этот раз он выходит из положения, подтолкнув стоящих в своём ряду сотрудников, да так что последние два (к слову, те самые, что подстерегли его на парковке) падают друг на друга и один из них случайно ломает другому ключицу.

## В ролях
| Актёр                | Роль                                            |
| -------------------- | ----------------------------------------------- |
| Даниэль Отёй         | Франсуа Пиньон, бухгалтер                       |
| Мишель Омон          | Жан-Пьер Белон, сосед Франсуа Пиньона, психолог |
| Жан Рошфор           | месье Копель, генеральный директор завода       |
| Жерар Депардье       | Феликс "Фе-фе" Сантини, начальник отдела кадров |
| Тьерри Лермитт       | Гийом, директор по связям с общественностью     |
| Мишель Ларок         | мадемуазель Бертран, главный бухгалтер          |
| Армель Дойч          | Ариана, коллега Франсуа Пиньона                 |
| Александра Вандернот | Кристин, бывшая жена Франсуа Пиньона            |
| Станислас Кревиллен  | Франк, сын Франсуа Пиньона и Кристин            |